# Jezioro Oświn i okolice
Jezioro Oświn i okolice este o arie protejată (arie de protecție specială avifaunistică — SPA) din Polonia întinsă pe o suprafață de 2.501,57 ha, integral pe uscat.

## Localizare
Centrul sitului Jezioro Oświn i okolice este situat la coordonatele 54°18′05″N 21°34′56″E / 54.3013°N 21.5821°E.

## Înființare
Situl Jezioro Oświn i okolice a fost declarat arie de protecție specială avifaunistică în noiembrie 2004 pentru a proteja 33 de specii de animale.

## Biodiversitate
Situată în ecoregiunea continentală, aria protejată nu include niciun habitat protejat.
La baza desemnării sitului se află mai multe specii protejate de  păsări (33): rață lingurar (Anas clypeata), rață pitică (Anas crecca), rață cârâitoare (Anas querquedula), rață pestriță (Anas strepera), gârliță mare (Anser albifrons), gâscă cenușie (Anser anser), gâscă de semănătură (Anser fabalis), acvilă țipătoare mică (Aquila pomarina), buhai de baltă (Botaurus stellaris), chirighiță neagră (Chlidonias niger), barză albă (Ciconia ciconia), barză neagră (Ciconia nigra), erete de stuf (Circus aeruginosus), erete cenușiu (Circus pygargus), cristeiul de câmp (Crex crex), lebădă de vară (Cygnus olor), ciocănitoare cu spate alb (Dendrocopos leucotos), ciocănitoarea de stejar (Dendrocopos medius), ciocănitoare neagră (Dryocopus martius), muscar (Ficedula parva), găinușă de baltă (Gallinula chloropus), cocor (Grus grus), codalb (Haliaeetus albicilla), sfrâncioc roșiatic (Lanius collurio), ciocârlie de pădure (Lullula arborea), gaia neagră (Milvus migrans), viespar (Pernis apivorus), ciocănitoare verzuie (Picus canus), cresteț cenușiu (Porzana parva), cresteț pestriț (Porzana porzana), cristei de baltă (Rallus aquaticus), silvie porumbacă (Sylvia nisoria), fluierarul de zăvoi (Tringa ochropus).